# Pomnik Powstania Ludu Banoviny i Kordunu
Pomnik Powstania Ludu Banioviny i Kordunu, także Pomnik na Petrovej gorze (chorw. Spomenik ustanku naroda Banije i Korduna) – pomnik autorstwa Vojina Bakicia, powstały w 1981 r. Obiekt upamiętnia poległych w walkach partyzanckich z Ustaszami w latach 1941–1942.

## Tło historyczne
Latem 1941 r. etniczni Serbowie, żyjący w nowo utworzonym Niezależnym Państwie Chorwacji byli deportowani do Serbii i zastępowani ludnością przyjazną Ustaszom. Ludność Banoviny i Kordunu obawiała się podobnego losu. 19 lipca 1941 członkowie Komunistycznej Partii Chorwacji podjęli decyzję o zbrojnym powstaniu. Swoją kwaterę główną ulokowali w pobliżu szczytu Mali Petrovac Petrovej gory. Do partyzantów dołączyło 15 tys. mieszkańców regionu, szukających schronienia. Powstanie oficjalnie rozpoczęto 27 lipca 1941 r. 19 marca 1942 r. Ustasze rozpoczęli akcję Petrova Gora w odpowiedzi na powstanie, ostatecznie przełamując opór w kwietniu. W trakcie szturmu Petrovej Gory zginęło około 300 powstańców, natomiast pojmanych wysyłano do obozów koncentracyjnych, głównie do Jasenovca. W regionie w trakcie II wojny światowej zginęło ok. 27 tys. osób – ok. 30% przedwojennej populacji regionu Kordun.

## Prace nad pomnikiem
Plany ustawienia pomnika na górze pojawiły się po II wojnie światowej, lecz konkurs na pomnik ogłoszono dopiero w 1970 r. Zwyciężył go Igor Toš, lecz jego projekt oceniono jako zbyt kosztowny. Konkurs ponowiono i wyłoniono projekt realizacyjny autorstwa Vojina Bakića. Pomnik ukończono w październiku 1981 r. w 40. rocznicę powstania partyzanckiego szpitala na Petrovej gorze. W ceremonii otwarcia wzięło udział ok. 4000 osób, zainaugurowanej przez przewodniczącego parlamentu Socjalistycznej Republiki Chorwacji Jure Bilića. Po 1991 r., w trakcie wojny na Bałkanach, na obszarze pomnika funkcjonowała baza wojskowa – m.in. Jugosłowiańskiej Armii Ludowej, bojówek serbskich i armii chorwackiej. Po wojnie pomnik opuszczono, a wyposażenie zniszczono i rozkradziono.

## Projekt pomnika
Pomnik jest abstrakcyjny. Nie przedstawia konkretnej formy. Inspiracją dla autora były jego wcześniejsze dzieła. wykonano go ze zbrojonego betonu oraz stali nierdzewnej, która intensywnie odbija światło słoneczne, co sprawia, że pomnik widoczny jest z daleka. W budynku nie ma okien. W parterze funkcjonowała sala kongresowa, mieszcząca 250 osób, na wyższych piętrach znajdowało się muzeum upamiętniające walkę wyzwoleńczą w regionie, biblioteka oraz kawiarnia. Na szczycie pomnika funkcjonował punkt widokowy.